# Gevensleben
Gevensleben is een gemeente in de Duitse deelstaat Nedersaksen. De gemeente maakt deel uit van de Samtgemeinde Heeseberg in het Landkreis Helmstedt. Gevensleben telt 623 inwoners.
- Gemeinsame Normdatei: 4742401-1
- Virtual International Authority File: 238790312
- WorldCat: E39PBJbH3kW8b3kQpPkfYwqmh3

Bahrdorf · 
Beierstedt · 
Büddenstedt · 
Danndorf · 
Frellstedt · 
Gevensleben · 
Grafhorst · 
Grasleben · 
Groß Twülpstedt · 
Helmstedt · 
Ingeleben · 
Jerxheim · 
Königslutter am Elm · 
Lehre · 
Mariental · 
Querenhorst · 
Räbke · 
Rennau · 
Schöningen · 
Söllingen · 
Süpplingen · 
Süpplingenburg · 
Twieflingen · 
Velpke · 
Warberg · 
Wolsdorf